# Alain Sanders
Pour les articles homonymes, voir Sanders.
Alain Sanders, né Alain Potier à Salé le 29 janvier 1947, est un écrivain et  journaliste français.
Il écrit notamment dans le quotidien Présent. Il est également directeur de collection aux éditions de l'Atelier Fol'fer, créées par Sabine Benichou.

## Biographie
Fils d'un officier de police affecté à la protection rapprochée du roi Mohammed V du Maroc, Alain Sanders naît et vit dans sa jeunesse à Salé, au Maroc, non loin de la base américaine de Port-Lyautey (actuel Kénitra).
Il fait ses études secondaires au lycée Gouraud (actuel lycée Hassan-II) de Rabat, puis supérieures à la faculté de Nanterre où il fait la connaissance de Bernard Lugan, Bruno Gollnisch, Patrick Buisson et Marie-France Charles. Il milite alors à la Fédération nationale des étudiants de France (FNEF), puis à Restauration nationale, et participe au journal L'AF université. Le 19 janvier 1970, il est grièvement blessé à la faculté de Nanterre par des militants de la Gauche prolétarienne.
Docteur en lettres (1981), il est enseignant au Nigeria puis au Sud Viêt Nam, en Éthiopie et au Maroc. Sympathisant du Front national sans en être membre, il devient dans les années 1980 l'une des plumes les plus connues du quotidien Présent, dont il deviendra l'un des rédacteurs en chef. Alain Sanders est également critique de cinéma et admirateur du cinéma hollywoodien traditionnel, et président de l'association Country Music Attitude, destinée à promouvoir la musique country en France.
Il a entonné à de nombreuses reprises l’hymne des confédérés lors de meetings du Front. Alain Sanders a très souvent chanté en compagnie des Forbans.
En novembre 1989, il participe à Nice aux Assises internationales de la désinformation, organisées par l'Institut d'études de la désinformation et soutenues par la municipalité de Jacques Médecin.
Ayant pris le pseudonyme de Sanders en hommage à Roger Nimier (le héros du Hussard bleu s'appelle François Sanders), il a écrit de nombreux livres et romans, notamment Cinq continents accusent Amnesty International, Mes maquis anti-communistes, La Nuit de Jéricho (en collaboration avec Serge de Beketch), Si je t'oublie jamais Croatie... Il signe aussi « Olivier Malentraide ».
Il est membre de l'Association rétaise des amis d'Henri Béraud. Il a présidé la filiale de Chrétienté-Solidarité en Indochine.

### Radio
Depuis août 2008, il dirige une émission mensuelle sur Radio Courtoisie : jusqu'en janvier 2016 le Libre journal des scouts — devenu le Libre journal de la promesse —  ; de janvier à août 2016, le Libre journal de lumière de l'espérance ; depuis septembre 2016, le Libre journal de la résistance française (le mercredi à 18 h).

## Œuvres

### Essais, romans
- Connivences, Éditions Saint-Germain-des-Prés, 1981  (ISBN 2-243-01421-1)
- Cinq continents accusent Amnesty International (avec Hugues Kéraly), Éditions Dominique Martin Morin, 1982  (ISBN 978-2-85652-053-6)
- Le Charme inattendu d'un bijou rose et noir, Éditions Saint-Germain-des-Prés, 1983  (ISBN 2-243-01994-9)
- A la rencontre des bédéstars, Bédésup, 1983
- Mémoires d'un indifférent, Albin Michel, 1985  (ISBN 978-2-226-02242-4)
- Le Sanders-express, Éditions Saint-Germain-des-Prés, 1985  (ISBN 2-243-02607-4)
- Mes Maquis anti-communistes, Éditions de Présent, 1988  (ISBN 978-2-905781-05-5)
- Le Sanders-express siffle toujours deux fois, Éditions Saint-Germain-des-Prés, 1989  (ISBN 2-243-03205-8)
- Petite chronique de la Grande Terreur, Editions de Présent, 1989
- La Nuit de Jericho, tome I : La révolte du lieutenant Poignard (avec Serge de Beketch), Éditions des Vilains hardis, 1991  (ISBN 2-9506220-0-3)
- Le Secret du grand-père disparu, Editions de l'Europe buissonnière, 1995
- Si je t'oublie jamais Croatie, Éditions Bergeron-Sanders, 1993
- Le Roman noir du métropolitain, Libres Opinions, 1994
- Le Secret du bandit éthiopien, Editions du Triomphe, 1995
- Liban chrétien (avec Bernard Antony), Reconquête, 1995
- ¡Arriba España! (suivi de 170 ans de complots maçonniques au Mexique), Édition Godefroy de Bouillon, 1997
- Jeanne de France : La belle histoire de Jeanne d'Arc, Éditions Clovis, 1997  (ISBN 978-2-903122-97-3)
- Chien fou, Édition Godefroy de Bouillon, 1998
- Du Guesclin : soldat de France, Éditions Clovis, 1998
- Le Marquis de Morès : Un aventurier tricolore, 1858-1896, Édition Godefroy de Bouillon, 1999  (ISBN 978-2-84191-083-0)
- 50 livres (et plus) que vos enfants devraient avoir lus, Édition Godefroy de Bouillon, 2001
- L'Amérique que j'aime : Un dictionnaire sentimental du Nouveau Monde, Éditions de Paris, 2004  (ISBN 978-2-85162-146-7)
- Le Porc clandestin : Une nouvelle traversée de Paris, Éditions de Paris, 2004  (ISBN 978-2-85162-104-7)
- Rimbaud est aux Afriques, Éditions de Paris, 2005  (ISBN 978-2-85162-124-5)
- Polo Story (dessins de Chard), Atelier Fol'Fer, 2006  (ISBN 9782952421447)
- Roger Nimier : Hussard bleu et talon rouge, Éditions de Paris, 2006  (ISBN 978-2-85162-155-9)
- Remember the Alamo : De la légende à l'histoire, Éditions de Paris, 2006  (ISBN 978-2-85162-185-6)
- La Désinformation autour de Marie-Antoinette, Atelier Fol'Fer, 2006  (ISBN 978-2-9524214-6-1)
- Pembroke, la mort un jour (théâtre), Atelier Fol'Fer, 2007  (ISBN 978-2-9527663-2-6)
- Les Chrétiens martyrs de l'islam : L'héroïcité de Jean Le Vacher (1619-1683), Éditions de Paris, 2007  (ISBN 978-2-85162-216-7)
- Le Secret de l'abbaye de Clairac, Editions du Triomphe, 2008
- Le Who's Who des cowboys chantants, Atelier Fol'Fer, 2009  (ISBN 978-2-35791-011-9)
- L'Amérique au cœur, au cœur de l'Amérique, Atelier Fol'Fer, 2010  (ISBN 978-2-35791-020-1)
- Ce qu'on ne vous a jamais dit sur Katyn, avec Roger Holeindre, Atelier Fol'Fer, 2010  (ISBN 978-2-35791-022-5)
- Les couleurs de l'homme en noir, Johnny Cash, Atelier Fol'Fer, 2011  (ISBN 978-2-35791-031-7)
- La Désinformation autour de la guerre de Sécession, Atelier Fol'Fer, 2012  (ISBN 978-2357910409)
- Bal(l)ades irlandaises, petit guide sentimental à l'Eire libre, Atelier Fol'Fer, 2012  (ISBN 978-2-35791-046-1)
- Armand de La Rouërie, l'"autre héros" des Deux Nations, avec Jean Raspail, Atelier Fol'Fer, 2013  (ISBN 978-2-35791-050-8)
- Comme disait ma grand-mère... et autres souvenirs du Maroc heureux, Atelier Fol'Fer, 2014  (ISBN 978-2-35791-059-1)
- Si je t'oublie jamais, Saïgon, Atelier Fol'Fer, 2015  (ISBN 978-2-35791-067-6)
- Robert E. Lee, coll. « Qui suis-je », Pardès, 2015  (ISBN 978-2-86714-491-2)
- Centurions, trente baroudeurs de l'Indochine française, Atelier Fol'Fer, 2015  (ISBN 9782357910737)
- La véritable histoire de Jesse James, guérillero sudiste, Atelier Fol'Fer, 2016  (ISBN 978-2357910904)
- L'Amérique dans tous ses Etats, Atelier Fol'Fer, 2016  (ISBN 9782357910799)
- Il a tué Lincoln, J. W. Booth, le Brutus des Sudistes, Atelier Fol'Fer, 2017  (ISBN 9782357911000)
- Mercenaires, Soldats de fortune et d'infortune, Atelier Fol'Fer, 2017  (ISBN 978-2-35791-093-5)
- La désinformation autour d'Abraham Lincoln, Atelier Fol'Fer, 2017  (ISBN 9782357911024)
- Conquérants. Trente baroudeurs des tout débuts de l'Algérie française, Atelier Fol'Fer, 2017  (ISBN 9782357911031)
- Le hussard fonce dans le tas, Toulouse, Auda Isarn, coll. « Lys noir », no 5, 2018  (ISBN 978-2-9172-9565-6)
- Charles Maurras : prophète et résistant (préf. Hilaire de Crémiers), Atelier Fol'Fer, 2018  (ISBN 978-2-35791-114-7).
- Le Sanders-Express est de retour, Atelier Fol'Fer, 2019  (ISBN 978-2-35791-116-1)
- Dans la famille... je demande le père, Atelier Fol'Fer, 2020
- Le Hussard blet (vingt ans après), Éditions Dutan, collection "Les Bergers de l'évasion", (première édition en 1993 aux Éditions Vent du Nord) (ISBN 9782382700129)
- Les Chants du Dixieland, Éditions Dutan, 2022  (ISBN 9782382700211)
- Prière pour aller au paradis avec mes chats, Dutan, 2023
- Les héroïnes sudistes durant la guerre de Sécession, Dualpha, 2024

### Chant
- Les Partisans blancs, adaptation et paroles françaises avec Bernard Lugan

## Source
- Bernard Lugan, Mai 68 vu d'en face, Paris, La Nouvelle Librairie, 2022, 186 p.  (ISBN 978-2-493898-11-1)